# آی‌ان‌اس ولا (اس۲۴)
| آی ان اس-ولا ·       | آی ان اس-ولا ·                                                                |
| -------------------- | ----------------------------------------------------------------------------- |
| ولا در زمان تحویل    |                                                                               |
| اطلاعات کلی          |                                                                               |
| نوع کشتی             | زیردریایی                                                                     |
| کلاس                 | کلاس کیلاری                                                                   |
| کشور سازنده          | هند                                                                           |
| ساخت کارخانه         | مازگان داک                                                                    |
| تاریخ سفارش          | 2005                                                                          |
| تاریخ به آب اندازی   | 9 می 2019                                                                     |
| ورود به ناوگان       | 25 نوامبر 2021                                                                |
| مشخصات               |                                                                               |
| طول کشتی             | 67/5 متر                                                                      |
| پهنای بدنه           | 6/2 متر                                                                       |
| بارگیری استاندارد    | 1/775 تن                                                                      |
| حداکثر ظرفیت بارگیری | 1/957 تن                                                                      |
| نوع موتور            | ۴ موتور دیزلی MTU 12V 396 ۳۶۰ باتری برای فعالیت در زیر آب                     |
| سرعت                 | 20 کیلومتر بر ساعت معادل 11 گره                                               |
| برد عملیاتی          | 6500 ناتیکال مایل معادل 12000 کیلومتر                                         |
| جنگ‌افزارها           |                                                                               |
| سیستم موشکی          | 6 لوله اژدر انداز برای پرتاب 18 اژدر سوت ۳۹ موشک ضد کشتی اگزوست ۳۰ مین دریایی |
| رادار                | سونار C303/S                                                                  |
| سرنوشت               |                                                                               |

آی ان اس ولا با شماره شناسایی s24 یک زیر دریایی تهاجمی از کلاس کیلاری است که کار ساخت آن از سال ۲۰۰۹ آغاز شد. این زیر دریایی یک زیر دریایی دیزلی است. این زیر دریایی اساساً توسط گروه دفاع و انرژی نیروی دریایی فرانسه طراحی شده‌است.
این زیردریایی در ۹ نوامبر ۲۰۲۱ به نیروی دریایی هند تحویل داده شد.